# Neujahrskonzert der Wiener Philharmoniker 2025

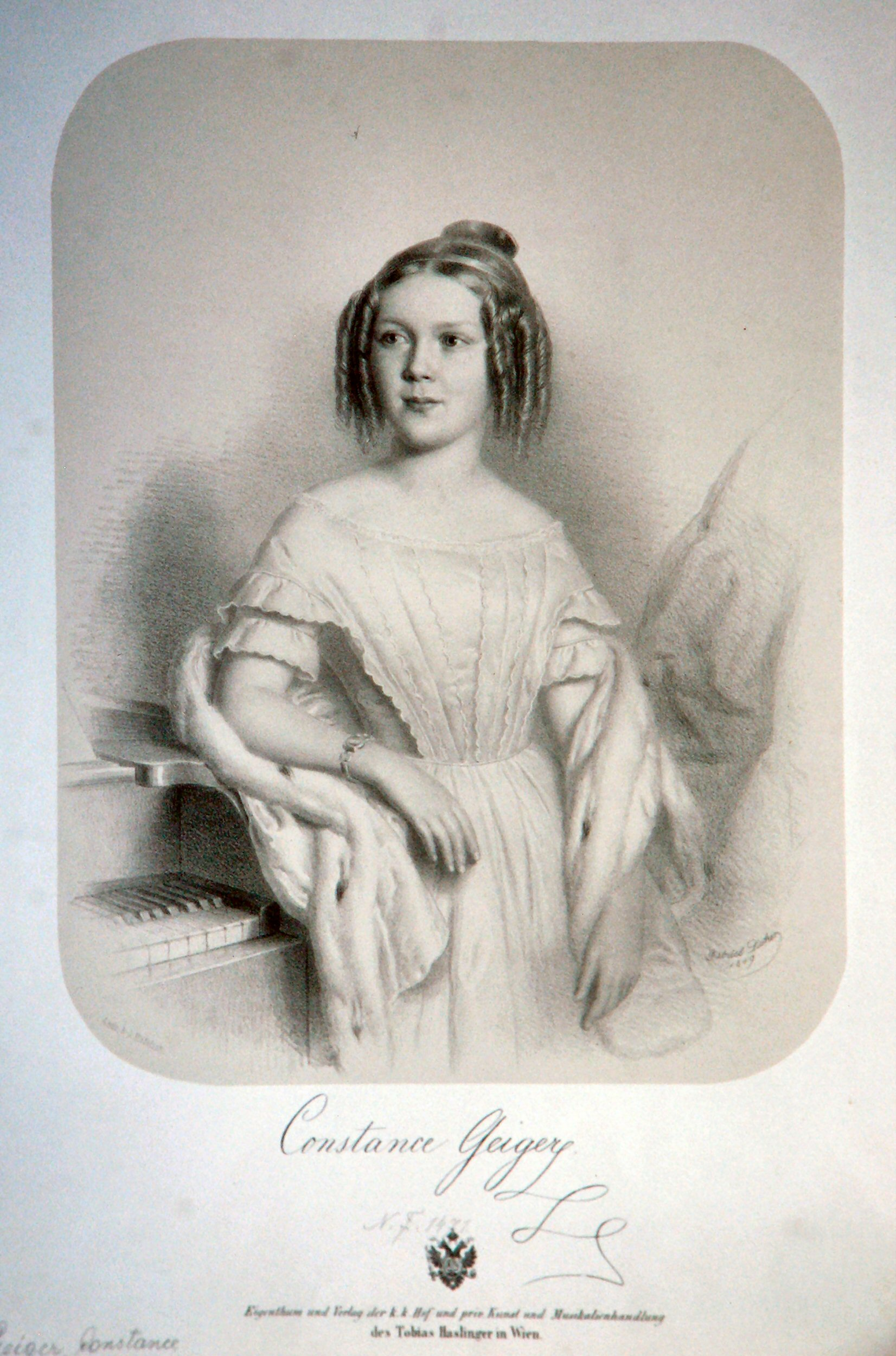
Constance Geiger als Mädchen, Lithographie von Gabriel Decker, 1849

Das Neujahrskonzert der Wiener Philharmoniker 2025 war das 85. Neujahrskonzert der Wiener Philharmoniker und fand am 1. Jänner 2025 im Wiener Musikverein statt. Die Wiener Philharmoniker wurden zum siebenten Mal von Riccardo Muti dirigiert. Erstmals stand ein Werk einer Frau auf dem Programm, der Ferdinandus-Walzer von Constanze Geiger.

## Geschichte, Premiere, Botschaft, Jubiläum
Riccardo Muti dirigierte bereits die Neujahrskonzerte 1993, 1997, 2000, 2004, 2018 und 2021. Er zählt mit 83 Jahren zu den ältesten Dirigenten der Neujahrskonzerte. Der aus Neapel stammende Dirigent arbeitete seit mehr als 50 Jahren mit den Wiener Philharmonikern zusammen. Seit 1973 leitete er mehr als 500 Konzerte dieses Orchesters, sowohl im Wiener Musikverein, bei den Salzburger Festspielen als auch auf Konzertreisen.
Constanze Geiger (1835–1890) stand im engen Kontakt mit der Strauss-Dynastie, die auch ihre Werke aufführte. Sie wurde von ihren ehrgeizigen Eltern als „Klavierwunderkind“ präsentiert und begann im Alter von neun Jahren zu komponieren. Den Ferdinandus-Walzer op. 10 komponierte sie als 12-jährige, im Revolutionsjahr 1848. Die erste Biografie zu Constanze Geiger wurde im Jahre 2024 von Raimund Lissy vorgelegt, einem Violinisten der Wiener Philharmoniker. Im Jahr 1848 entstanden auch das Auftaktstück des diesjährigen Neujahrskonzerts, der Freiheits-Marsch von Johann Strauss (Vater) und die letzte Zugabe, der Radetzky-Marsch desselben Komponisten. Johann Strauss (Vater) führte im Jahre 1848 mehrfach Kompositionen von Constanze Geiger auf, darunter auch den Ferdinandus-Walzer.
„Musik ist die beste Medizin für die Seele“, erklärte Muti im Vorfeld. Er sieht das Konzert als „Friedensbotschaft“, die von Wien in die Welt gebracht werde. Weiter: „Wir Musiker sind nur ein kleiner Teil der Welt, leider. Was wir zu Friede, Schönheit und Harmonie beitragen können, ist wenig, aber sehr wichtig.“ Vor der zweiten Zugabe, dem Donauwalzer und nach dem traditionellen „Prosit Neujahr“ der Philharmoniker, wünschte der Dirigent in seiner Muttersprache der ganzen Welt „pace, fratellanza ed amore“ – „Frieden, Brüderlichkeit und Liebe“.
Das Neujahrskonzert stellte den Auftakt des Johann-Strauss-Jubiläumsjahres dar. 2025 jährt sich der Geburtstag von Johann Strauss (Sohn) zum 200. Mal. Die Mehrzahl der auf dem Programm stehenden Werke stammten vom Jahresregenten, nämlich 10 von 17.

## Programm

### 1. Teil
1. Johann Strauss (Vater): Freiheits-Marsch, op. 226
2. Josef Strauss: Dorfschwalben aus Österreich, Walzer, op. 164
3. Johann Strauss (Sohn): Demolirer-Polka, Polka francaise, op. 269
4. Johann Strauss (Sohn): Lagunen-Walzer, op. 411
5. Eduard Strauss: Luftig und duftig, Polka schnell, op. 206

### 2. Teil
1. Johann Strauss (Sohn): Ouvertüre zur Operette Der Zigeunerbaron
2. Johann Strauss (Sohn): Accelerationen, Walzer, op. 234
3. Joseph Hellmesberger: Fidele Brüder, Marsch aus der Operette Das Veilchenmädel*
4. Constanze Geiger: Ferdinandus-Walzer (Arrangement: Wolfgang Dörner)*
5. Johann Strauss (Sohn): Entweder – oder, Polka schnell, op. 403
6. Josef Strauss: Transactionen, Walzer, op. 184
7. Johann Strauss (Sohn): Annen-Polka, op. 117
8. Johann Strauss (Sohn): Tritsch-Tratsch-Polka, Polka schnell, op. 214
9. Johann Strauss (Sohn): Wein, Weib und Gesang, Walzer, op. 333

### Zugaben
1. Johann Strauss (Sohn): Die Bajadere, Polka schnell, op. 351
2. Johann Strauss (Sohn): An der schönen blauen Donau, Walzer, op. 314
3. Johann Strauss (Vater): Radetzky-Marsch, op. 228

Mit * gekennzeichnete Werke stehen erstmals auf dem Programm eines Neujahrskonzertes.

## Übertragung
Die Radioversion des Neujahrskonzerts wurde live von 33 Stationen übernommen, darunter Sender in Brasilien, Deutschland, Israel, Italien sowie in der Ukraine und den Vereinigten Staaten.